# Leny Jansen-van der Gevel
Helena Anna Maria Monica (Leny) Jansen-van der Gevel (Rotterdam, 17 februari 1942) is een voormalig Nederlands onderwijzeres alsmede oud-wethouder en -burgemeester voor de Partij van de Arbeid (PvdA).

## Levensloop
Leny Jansen-van der Gevel werd geboren als een dochter van Wouter van der Gevel en Johanna Geertruida Breur. Na het behalen van het gymnasium diploma aan de Openbare school te Den Haag studeerde ze aan de Academie voor Lichamelijke Opvoeding te Amsterdam. Ze begon haar carrière als lerares lichamelijke opvoeding. Daarna was ze lid van de gemeenteraad van Heerhugowaard. Van 3 september 1974 tot 5 september 1978 en van 29 april 1986 tot 16 oktober 1993 was ze wethouder van Heerhugowaard. Van 17 februari 1987 tot 23 juni  1987 functioneerde Jansen-van der Gevel als lid van de Eerste Kamer der Staten-Generaal. Van 16 oktober 1993 tot 1 december 2004 was ze werkzaam als burgemeester van Niedorp.
- Parlement.com: vg09llopyoyn